# Paul Aymé
Paul Aymé (Marsella, Francia, 29 de julio de 1869 - Madrid, España, 25 de julio de 1962) fue un tenista francés.

## Trayectoria
Entre los años 1897-1900 Aymé ganó el Championnat de France international de Tennis (hoy conocido como Torneo de Roland Garros) en cuatro ocasiones seguidas, algo que tras él solo han conseguido el sueco Björn Borg (1978-1981) y el español Rafael Nadal (2005-2008) y 5 veces consecutivas (2010-2014).
En 1897 venció frente al británico Francky Wardan en 4 sets por 6:7, 7:5, 6:3 y 6:1.
En 1898 Aymé ganó a su compatriota Paul Lebreton en 5 sets por 0:6, 6:1, 6:0, 5:7 y 8:6 y en 1899 en 5 sets 9:7, 5:7, 6:0, 9:11 y 7:5.
En el año 1900 venció al francés Alain Prévost en un igualado encuentro en 3 sets por 6:4, 10:8 y 24:22.
Solo Rafael Nadal con 14 títulos, Max Decugis con 8 títulos, Björn Borg con 6 y Henri Cochet con 5 cosecharon más títulos individuales en Roland Garros.